# Angol (település)
Angol város Chile déli részén, az Araucanía régióban. A Nahuelbuta hegység lábánál és a Vergara folyó mentén található. Malleco tartomány székhelye. Lakossága 2017-ben körülbelül 50 000 fő volt.

## Története
Először 1553-ban alapították Los Confines konkvisztádorerődjeként, az erődöt később többször lerombolták és újjáépítették, és csak a 19. század végén, Araucanía elfoglalásakor építették újjá Angol néven.
A mai Angol városát véglegesen Cornelio Saavedra Rodríguez alapította 1862. december 6-án mint erődöt és támaszpontot Araucanía elfoglalására indított hadjáratához. 1871-ben nyilvánították várossá, és 1876-ban vasútvonal kötötte össze Santiagóval. Ezt követően gazdasági és közigazgatási központ és kiindulópont volt a chilei és külföldi telepesek számára, akik elfoglalták a környező területeket.
Angolt 2010. február 27-én 8,8-as erősségű földrengés sújtotta.

## Fordítás
Ez a szócikk részben vagy egészben  az   Angol című angol Wikipédia-szócikk ezen változatának fordításán alapul.  Az eredeti cikk szerkesztőit annak laptörténete sorolja fel. Ez a jelzés csupán a megfogalmazás eredetét és a szerzői jogokat jelzi, nem szolgál a cikkben szereplő információk forrásmegjelöléseként.

## Forrás
- Diccionario geográfico de la República de Chile